# Кельтилл
Кельти́лл (лат. Celtillus; конец II века до н. э. — в 1-я треть I века до н. э.) — предпоследний вождь Галлии до её завоевания Юлием Цезарем в 58 году до н. э. Отец Верцингеторига, брат Гобаннитиона.
Происходил из племени арвернов. По словам Плутарха и Цезаря, смог встать во главе всех галлов, но из-за стремления к установлению собственной «царской власти» (Цезарь) или «тирании» (Плутарх) был казнён своими согражданами.
Французский исследователь начала XX века Камиль Жюллиан смог, по его словам, достаточно подробно восстановить жизнь Кельтилла и посвятить ему целую главу в своей книге. По его мнению, Кельтилл пришёл на смену вождю по имени Битуит и был убит ещё до прибытия в Галлию Юлия Цезаря. Кельтилл якобы был вергобретом и диктатором объединённой Галлии.
Однако, современный историк Лоран Ламуан не согласен с выводами Жюллиана и полагает, что о Кельтилле достоверно известно лишь то, что сообщают Плутарх и Цезарь: Кельтилл был вождём арвенов, попытался совершить военный переворот, проиграл и был казнён.